# Blue Circle Raceway
Der Blue Circle Raceway  ist eine Motorsport-Rennstrecke in Südafrika. Sie liegt 3 km östlich des Stadtzentrums von Lichtenburg in der südafrikanischen Provinz Nordwest.

## Geschichte
In der Vergangenheit fanden auf dem Lichtenburg Raceway Clubveranstaltungen und Markenrennserien wie die Formula Vee Südafrika oder die Formula Ford statt. Aktuell werden keine Rennveranstaltungen mehr, sondern nur noch Trackdays durchgeführt und der Belag verschleißt zunehmend.

## Streckenbeschreibung
Die Strecke besitzt lediglich eine Variante und wird im Uhrzeigersinn befahren.